# Церковь Санта-Мария-Ассунта (Эзине)
Церковь Санта-Мария-Ассунта (итал. La chiesa di Santa Maria Assunta — церковь Вознесения Девы Марии) — римско-католическая базилика, расположенная к северо-западу от города Эзине, провинции Брешиа области Ломбардия, северная Италия. Освящена в честь Вознесения на небо пресвятой Девы Марии. Является национальным памятником.

## История
Церковь могла быть первым христианским святилищем, возникшим на территории Эзине, предположительно в VI или VII веке. Позднее здание новой церкви было построено около 1480 года и изначально имело фасад с круглым окном (oculus) и треугольным фронтоном, значительно перестроено в 1776 году. Колокольня датируется 1500 годом и построена из жёлтого известняка.
В этом же районе была церковь, посвящённая Святой Троице, упоминаемая в документах ещё в 771 году. Между священниками двух церквей возникла атмосфера настоящей враждебности, которая продолжалась до 1459 года, когда обе церкви посетил посланник епископа Бартоломео Малипьеро. Церковь Вознесения стала приходской церковью Эзине, поскольку она была старейшей и первой, имевшей купель. Однако спор не утихал до 1710 года, последовавшего за расширением обоих храмов. Спор между двумя церквями завершился решением, вынесенным 10 февраля 1710 года, которое предоставило им существенное равенство статуса.

## Архитектура и фрески
Интерьер церкви имеет один неф и, по-видимому, был полностью украшен фресками Джованни Пьетро да Чеммо между 1491 и 1493 годами: сюжеты включают «Благовещение», «Деву Марию на троне», «Историю Спасения и святых помощников». Картины были заказаны дворянскими семьями Федеричи и Беккагутти, а также Исааком де Фависом из Гандино, настоятелем церкви Святой Троицы в Эзине.
Крестовый свод пресвитерия украшен фреской с образом Христа Пантократора в мандорле, высотой более трёх метров, окружённого толпой из множеством персонажей: святые, мученики, патриархи, императоры, пророки. На дальней стене алтаря изображено Распятие. Фрески датируются периодом 1491—1493 годов. В 1573 году часть стены была снесена, чтобы устроить Капеллу Розария, что уничтожило фреску, которая, вероятно, изображала сцены Страшного суда (1492).

## Галерея

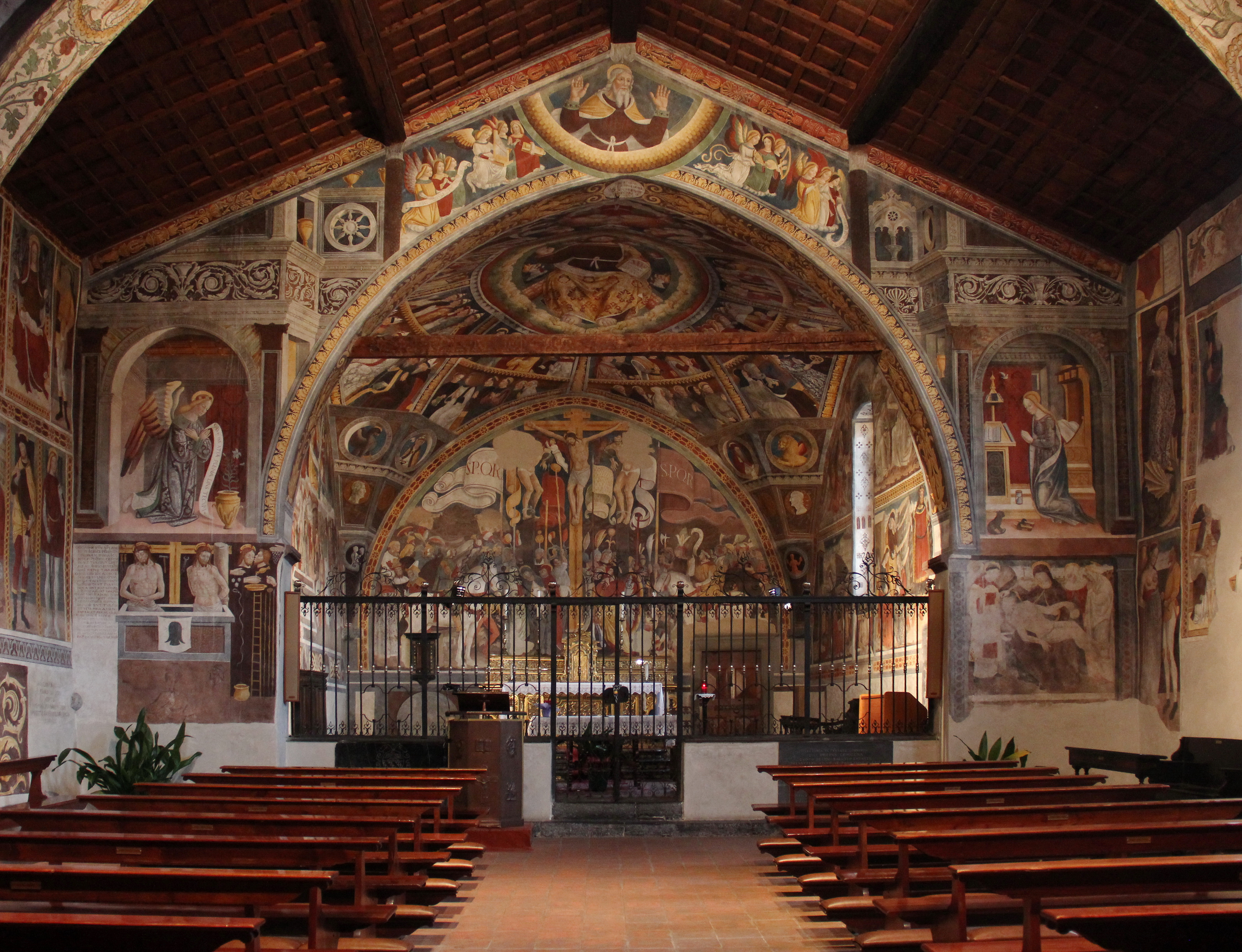
Интерьер. Фрески Джованни Пьетро да Чеммо. Между 1491 и 1493
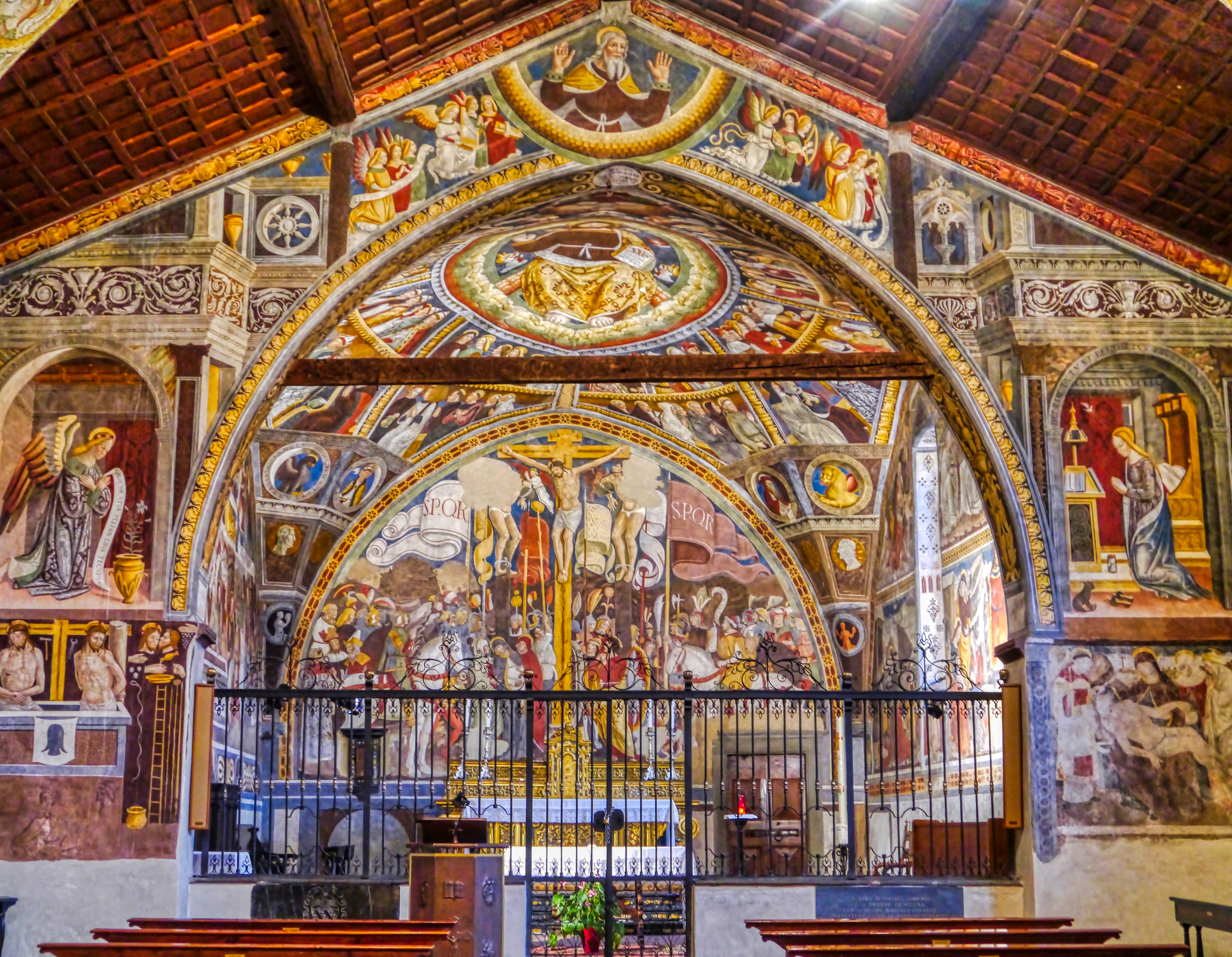
Хор с композицией «Распятие»
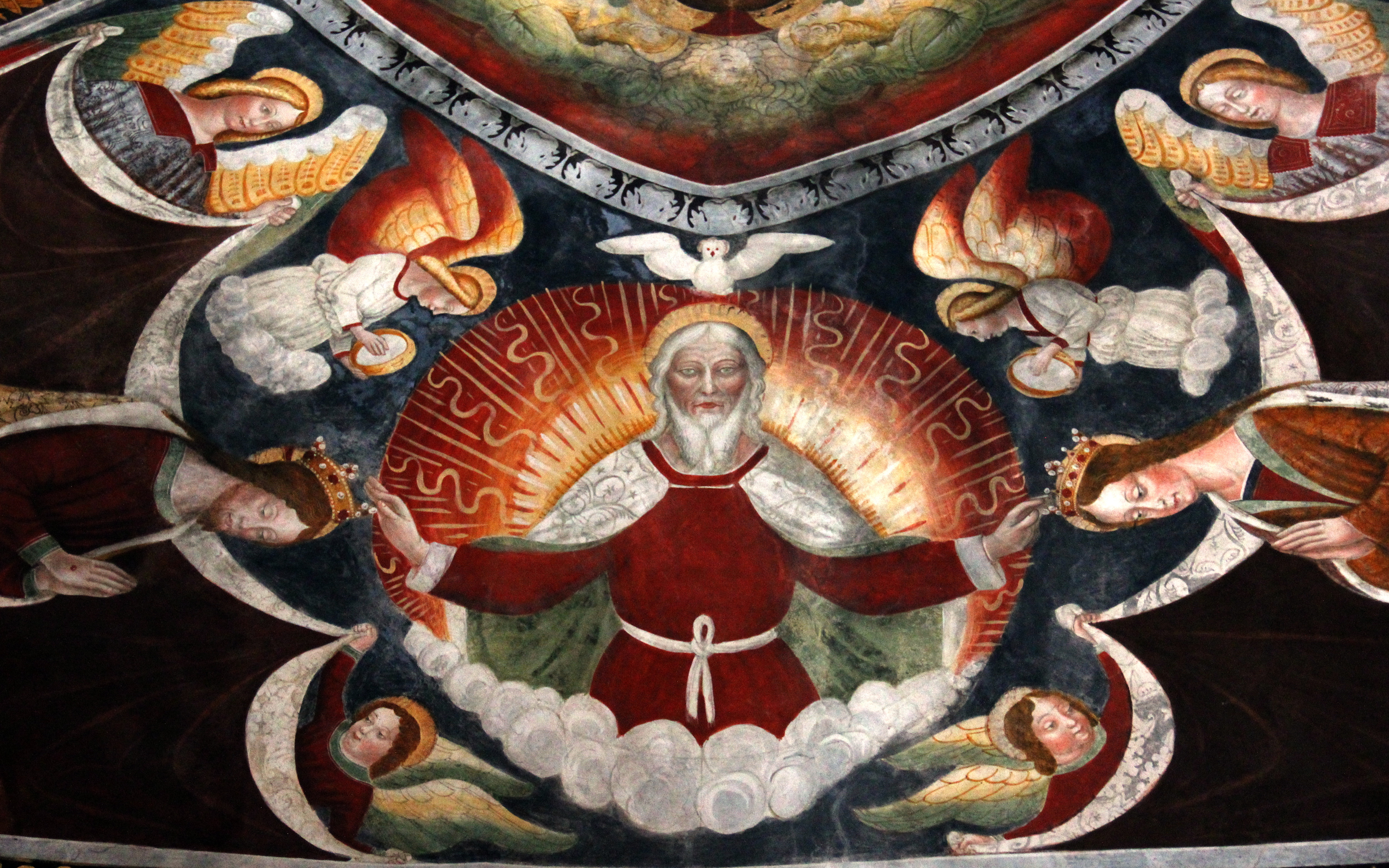
Бог-Отец
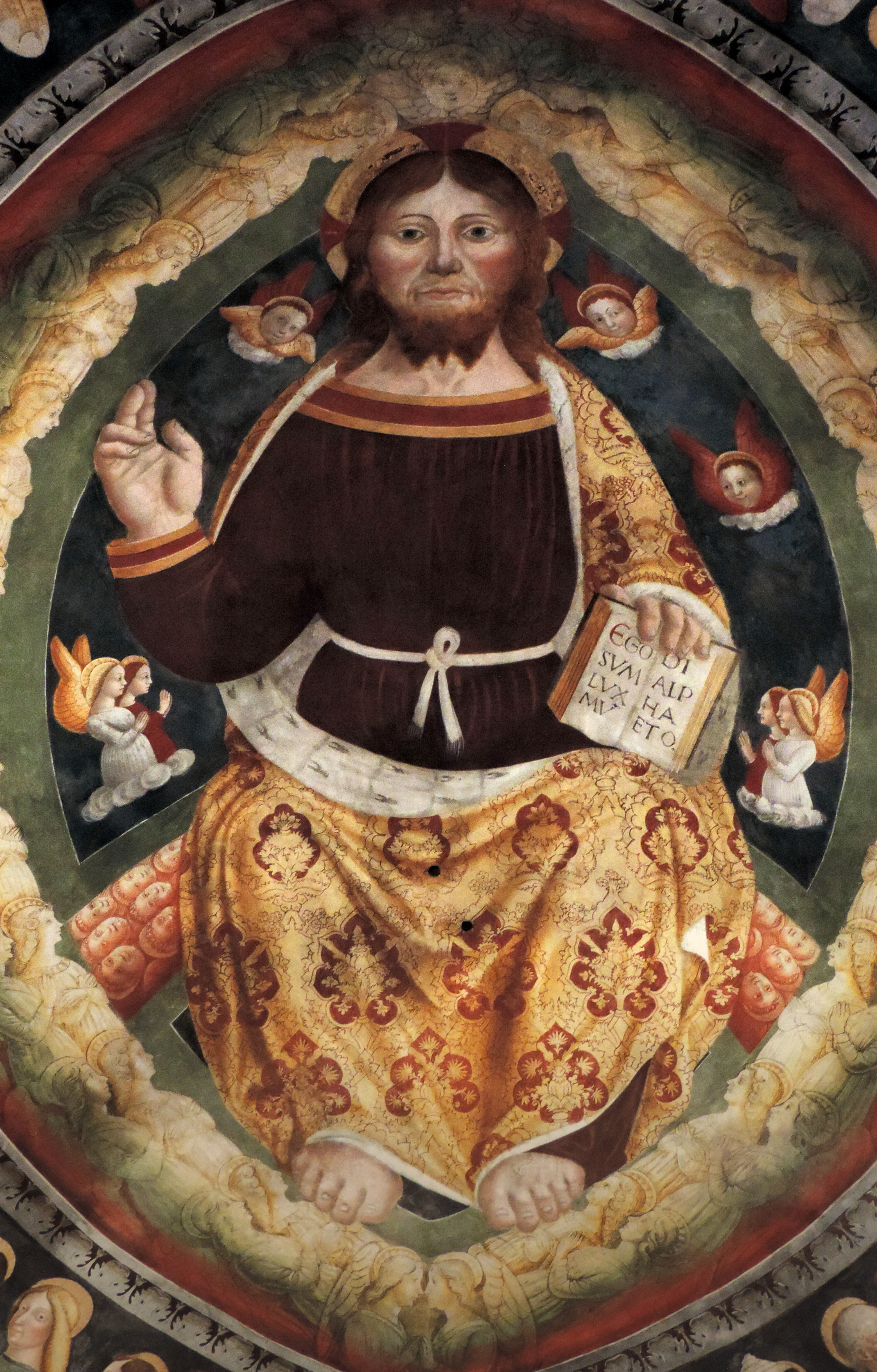
Христос-Пантократор
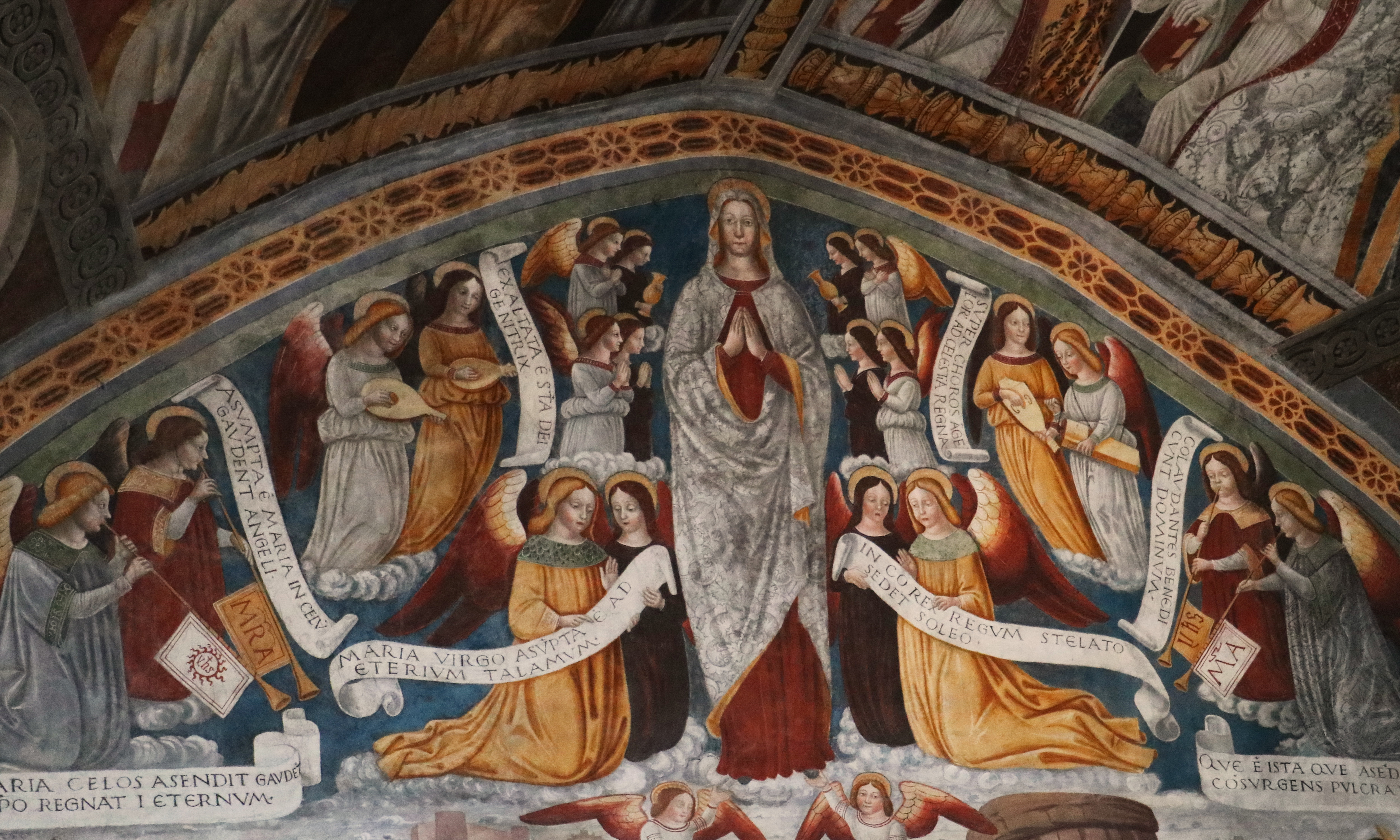
Вознесение Девы Марии
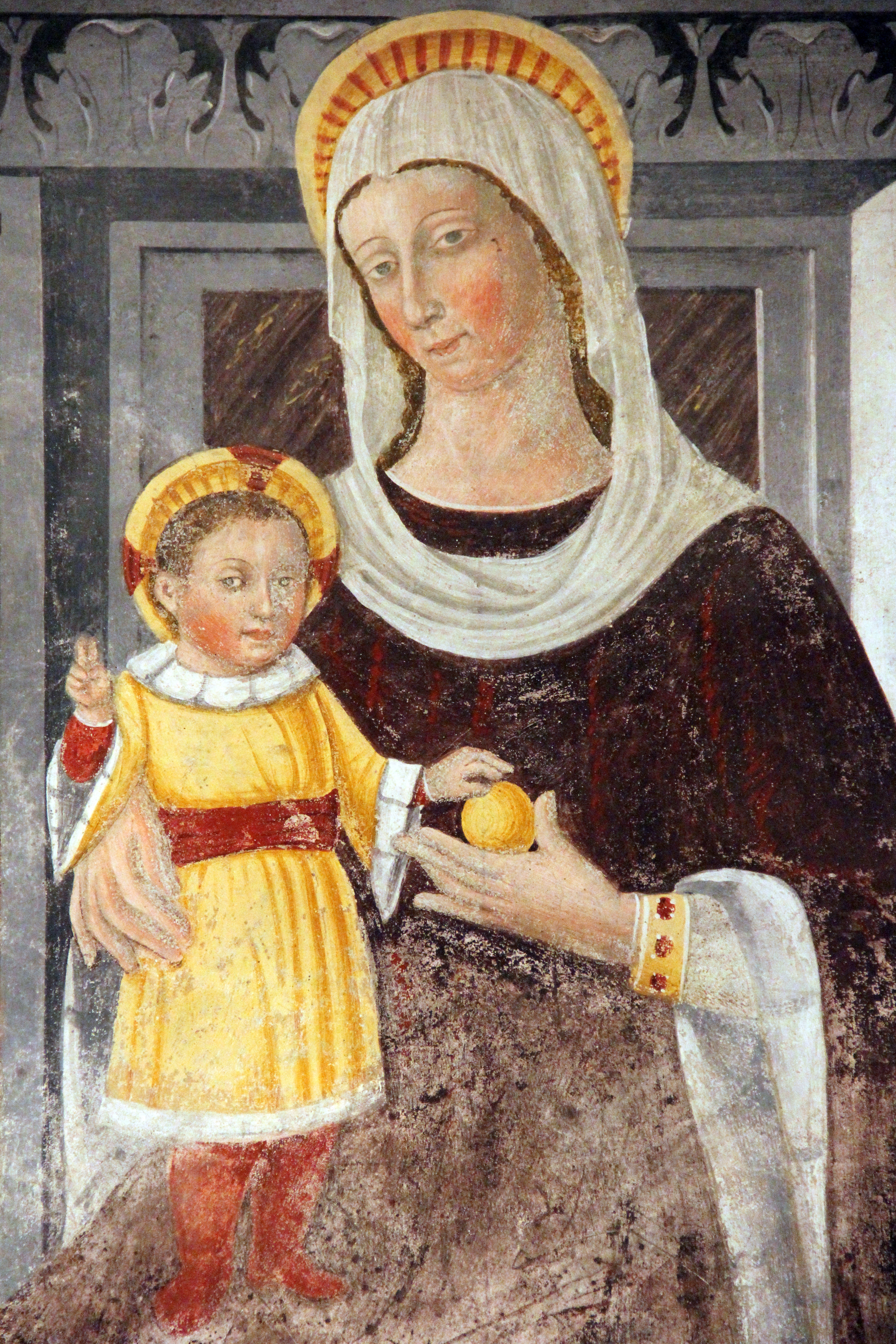
Мадонна с Младенцем